# Срджан
Срджан (серб. Срђан / Srđan) — это сербское личное имя, образовавшееся от основы «серд-» (-срд- / -srd-) в переносном значении «сердечный, усердный, милосердный, предупредительный, любезный». Эта очень древняя основа, которая в период известной сербской династии Неманичей употреблялась в форме «добросерд».

## История имени
С точки зрения этимологии считается, что имя образовалось от имени святителя Сергия, культ которого был распространен в средневековых приморских городах. Там находилось много храмов, посвященных свв. Сергию и Вакху. Эти святые празднуются Православной Церковью 20 октября по новому стилю.
Некоторые также считают, что это имя латинского происхождения и образовано от «Sergius», первоначального имени знатной римской патрицианской семьи.
Под влиянием сербской народной этимологии, данное имя связывают с глаголом «сердиться» и личностью из сербского фольклора «Срджа Злопогледжа» (Срђа Злопоглеђа / Srđa Zlopogleđa). Это мнение считается неправильным.

## Распространённость имени
Раньше это имя давали очень редко, но в настоящее время пользуется большой популярностью. Именно поэтому его многие причисляют к современным сербским именам.
От имени Срджан образовались имена Срдан (Срдан / Srdan) и Срджа (Срђа / Srđa), а также прозвища — Срле (Срле / Srle), Срки (Срки / Srki).

## Иноязычные аналоги
- рус. Сергей
- англ. Serge — [ˈsɜːdʒ] Сёдж
- араб. سيرجي ‎ (Sirji)
- арм. Սարգիս (Sargis) — Сарги́с (Сарки́с)
- бел. Сяргей, Сяржук
- исп. Sergio — Се́рхио
- фр. Serge — Серж
- греч. Σέργιος — Се́ргиос
- груз. სერგეი (Sergo) — Серго. Также «სერგი» (Sergi) — Серги
- венг. Szergiusz — Се́ргиус
- итал. Sergio — Се́рджо
- пол. Sergiusz — Се́ргиуш
- порт. Sergio — Се́ржиу
- рум. Sergiu — Се́рджу
- укр. Сергій — Сэрги́й

## Известные личности с данным именем
- Тодорович, Срджан
- Станич, Срджан
- Каранович, Срджан
- Лакич, Срджан
- Керим, Срджан Асан
- Мияилович, Срджан